# アタキサイト

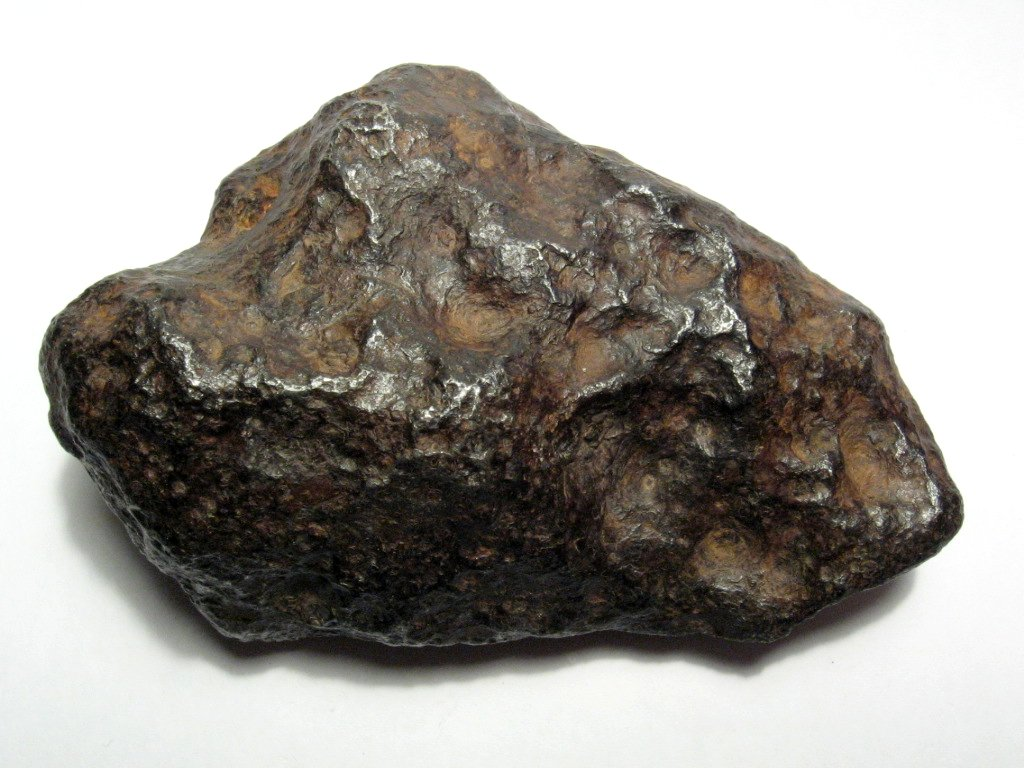
チンガー隕石

アタキサイト(Ataxite)は、鉄隕石の分類の1つで、ニッケルの含量が高く、断面をエッチングしてもウィドマンシュテッテン構造が見られないものである。

## 特徴
主にテーナイト合金で構成され、他にプレッサイト、トロイライトや微小なカマサイトのラメラも含む。アタキサイトは最もニッケル含量が多い隕石として知られ、通常18%以上のニッケルを含む。そのニッケル含量の多さのため、分散が遅い600℃以下の低温ではカマサイトがテーナイトから離溶できず、ウィドマンシュテッテン構造が発達しない。
ほとんどのアタキサイトは、化学的分類がIVBとなる。

## 存在量
アタキサイトに分類される鉄隕石は50個に満たず、珍しい分類であるが、これまで見つかった最大の隕石であるホバ隕石（1920年、ナミビアで発見、60トン）はこの分類に属する。チベットで発見された「鉄の男」と呼ばれる仏像は、アタキサイトであるチンガー隕石を彫って作られたと考えられている。